# Canton de Cayenne Sud-Ouest

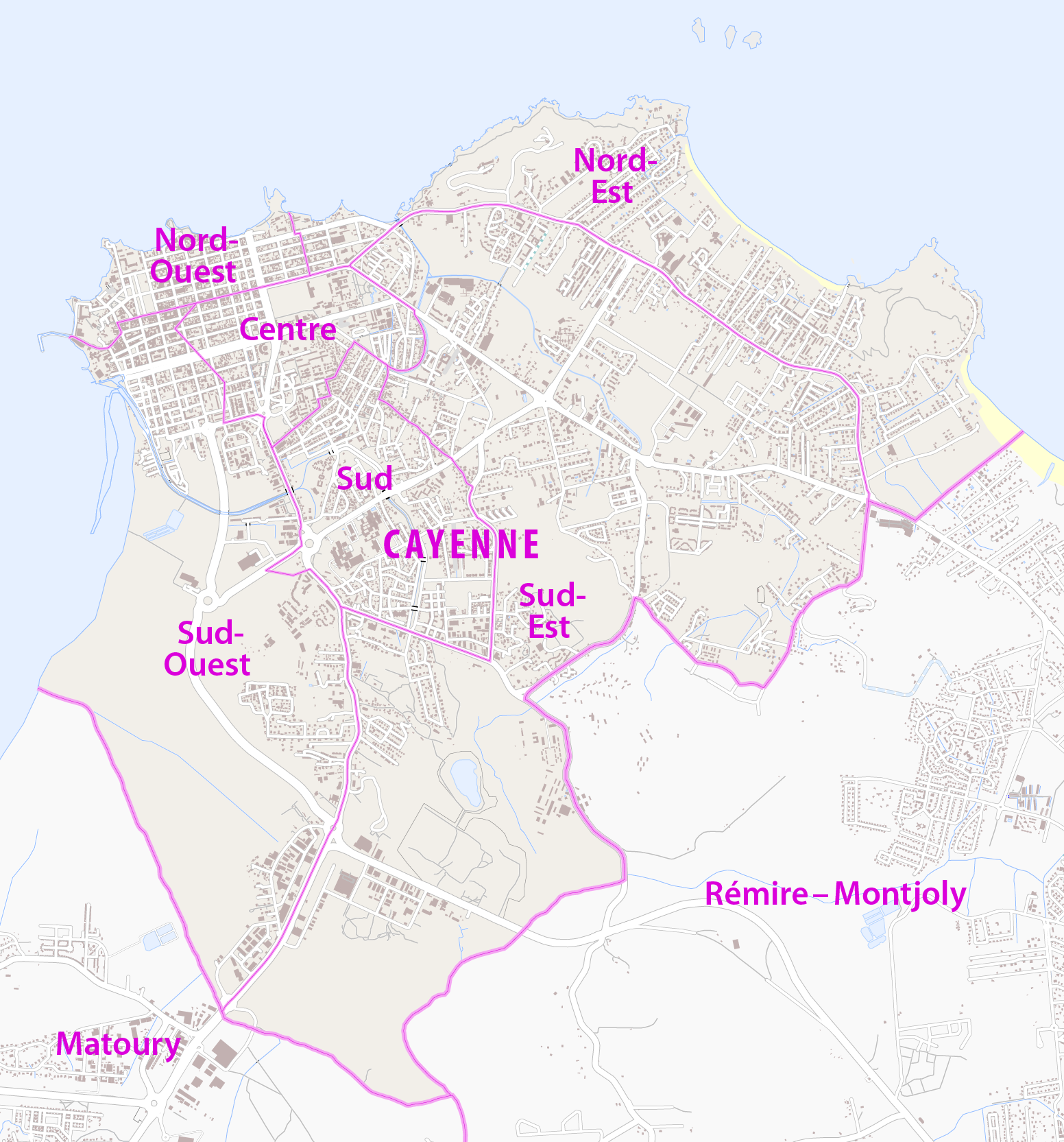

Le canton de Cayenne Sud-Ouest est une ancienne division administrative française, située dans le département de la Guyane, dans l'Arrondissement de Cayenne.

## Composition
Il a été composé de la commune suivante :
- Cayenne (partie)

Quartiers de Cayenne inclus dans le canton :
- Village-Chinois
- Leblond
- La Madeleine

## Administration
| Période | Période | Identité                  | Étiquette    | Qualité                                                                   |
| ------- | ------- | ------------------------- | ------------ | ------------------------------------------------------------------------- |
| 1967    | 1979    | Jules Gaye                | PSG          |                                                                           |
| 1979    | 1998    | Gérard Holder (1929-2007) | PSG          | Enseignant Maire de Cayenne (1978-1995) Vice-président du conseil général |
| 1998    | 2015    | Alain Tien-Liong          | SE puis MDES | Enseignant Président du Conseil général (2008-2015)                       |